# 丘赫洛馬區

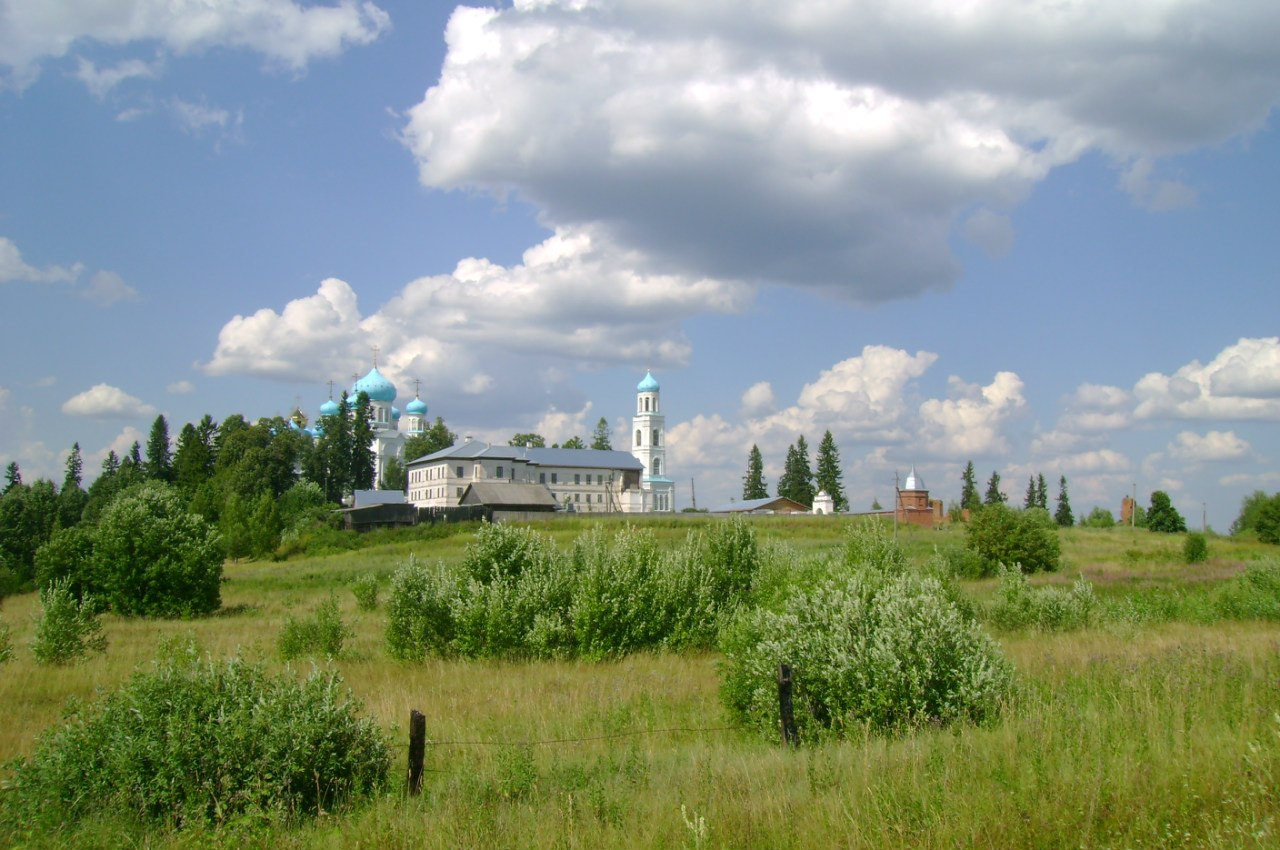

58°45′N 42°42′E / 58.750°N 42.700°E
丘赫洛馬區（俄语：Чухломский район），是俄羅斯的一個區，位於該國西部，由科斯特羅馬州負責管轄，面積3,660平方公里，2010年人口11,346，人口密度每平方公里3.1人。